# Райнсторф
Райнсторф (нем. Reinstorf) — община в Германии, в земле Нижняя Саксония.
Входит в состав района Люнебург. Подчиняется управлению Остайде. Население составляет 1303 человека (на 31 декабря 2010 года). Занимает площадь 30,29 км².